# 飯野雅人
飯野 雅人（いいの まさと、1978年11月29日 - ）は、東北放送 （tbc） のアナウンサー。

## 経歴
秋田県秋田市生まれ。中学時代には青森県弘前市に、高校・大学時代には宮城県仙台市に住んでいた。
アナウンサーになる前には東京アナウンスセミナーにも通っていた。高校時代にはラグビー部に所属していた。
大学を卒業後、2002年4月に福島放送 （KFB） に入社。アナウンサーとして活動。2005年、第4回ANNアナウンサー賞の「高校野球実況」部門で奨励賞を受賞した。
2008年3月をもって福島放送を退社し、同年4月に東北放送へ移籍。

## 出演番組

### 福島放送
- ふくしまスーパーJチャンネル（ニュースキャスター、月曜日〜木曜日担当）
- ふくしまスーパーJチャンネル（司会者、金曜日担当）
- 高校野球（全国高等学校野球選手権大会）福島県大会中継（実況）
- KFBニュース
- 天気予報

### 東北放送
テレビ
- ひるまでウォッチン（月・火・水担当）
- Nスタみやぎ・スポーツコーナー（不定期）
- ウォッチン!みやぎ・スポーツコーナー（不定期、福島時代にラーメン王子の異名をとっていた為か[独自研究?]ラーメン関係のロケに登場することもある）
- TBCパワフルベースボール・実況、リポーター
- サッカー・ベガルタ仙台中継（地上波中継におけるリポーター）
- 仙台六大学野球中継（2008年秋）
- 全国高校ラグビー宮城県大会決勝・実況（2011年）
- 仙台国際ハーフマラソン大会（2010年）
- サンドのぼんやり〜ぬTV ナレーション（2010年4月より担当）
- TBCニュース
- 河北新報ニュース

#### ラジオ
- TBCパワフルベースボール・実況、リポーター
  - ラジオ実況デビュー戦は2008年9月15日に行われた埼玉西武ライオンズ戦で、この試合で東北楽天ゴールデンイーグルスが勝利した。2009年シーズンは7勝2敗、2010年シーズンは11勝7敗と高勝率を収めた、通算は19勝9敗。2010年シーズンからプロ野球のフレッシュオールスターゲームのイニング実況を担当、2011年はKスタ宮城で行われたオールスターゲーム第3戦の実況を担当した。同一年の1軍と2軍のオールスターゲームを実況した数少ないアナウンサーである。
- GoGoはみみこい ラジオな気分（スポーツコーナー担当、ラジオカー担当、不定期出演）
- TBCニュース
- 河北新報ニュース
- tbc Today（2023年10月 - ）

### 過去
- 火曜日から金曜日の夜9時から10時までTBCアナウンサーが生で喋ってます。略して「カマス」（木曜）
- ロジャー大葉のラジオな気分・月曜ラジオカー
- Goodモーニング・飯野です（2014年10月 - 2017年3月）　水〜金曜MC

- ウォッチン！スペシャル
  - 仙台国際ハーフマラソン大会（2010年）
  - 『ラーメン王子グランプリ2016』
  - 『ラーメン王子グランプリ2017』
  - 『ラーメン王子グランプリ2018』（MC、2018年11月28日）
  - ラーメン王子GP2022（MC、2022年12月7日）
  - En∞Voyage（月、2018年10月 - 2020年3月）
  - シロクジTUNE（水木、2020年9月30日 - 2022年3月）
  - THE TIME,（2022年6月3日、中継担当）

## その他
毎年発売される雑誌「ラーメンウォーカー宮城」でラーメンウォーカーとラーメン王子のコラボ企画を担当している。